# Egil Kristiansen
Egil Kristiansen (* 18. Januar 1966 in Lillehammer) ist ein ehemaliger norwegischer Skilangläufer.

## Werdegang
Kristiansen, der für den Lillehammer Skiklub startete, lief im März 1992 in Vang sein erstes Weltcuprennen, das er auf dem 18. Platz über 50 km klassisch beendete. Im Dezember 1993 holte er in Ramsau am Dachstein mit dem 28. Platz über 10 km Freistil und den 21. Rang bei der anschließenden Verfolgung seine ersten Weltcuppunkte. In der Saison 1993/94 kam er dreimal in die Punkteränge und erreichte damit den 31. Platz im Gesamtweltcup. Zudem errang er in Lahti den zweiten Platz mit der Staffel. Beim Saisonhöhepunkt, den Olympischen Winterspielen 1994 in Lillehammer, wurde er Achter über 30 km Freistil. In der folgenden Saison belegte er bei neun Einzelstarts im Weltcup, sieben Platzierungen in den Punkteränge, darunter drei Top-Zehn-Ergebnisse. In Sappada siegte er mit der Staffel und erreichte mit dem sechsten Platz über 10 km Freistil sein bestes Einzelergebnis im Weltcup. Bei den Nordischen Skiweltmeisterschaften 1995 in Thunder Bay lief er auf den 39. Platz über 50 km Freistil. Die Saison beendete er auf dem 19. Platz im Gesamtweltcup und erreichte damit sein bestes Gesamtergebnis. In der Saison 1995/96 wurde er in Lahti Dritter und in Oslo Zweiter mit der Staffel. Seine beste Einzelplatzierung war der 15. Platz über 10 km Freistil in Falun und errang damit den 44. Platz im Gesamtweltcup. In der folgenden Saison kam er bei allen vier Weltcupteilnahmen im Einzel in die Punkteränge und belegte damit den 41. Platz im Gesamtweltcup. Im Dezember 1996 siegte er in Brusson mit der Staffel. In den folgenden Jahren errang er meist Platzierungen im Mittelfeld. Seinen 46. und damit letzten Weltcupstart im Einzel absolvierte er im März 2001 in Kuopio, das er auf dem 24. Platz im 60-km-Massenstartrennen beendete. Zu Beginn der Saison 2001/02 startete er in Davos letztmals im Weltcup und belegte dabei den 15. Platz mit der Staffel.
Nach seiner Karriere war Kristiansen von 2006 bis 2016 Nationaltrainer der norwegischen Frauen im Skilanglauf. Seit 2016 trainiert er die norwegische Biathlonnationalmannschaft der Männer.

## Platzierungen im Weltcup

### Weltcup-Statistik
Die Tabelle zeigt die erreichten Platzierungen im Einzelnen.
- 1.–3. Platz: Anzahl der Podiumsplatzierungen
- Top 10: Anzahl der Platzierungen unter den ersten zehn
- Punkteränge: Anzahl der Platzierungen innerhalb der Punkteränge
- Starts: Anzahl gelaufener Rennen in der jeweiligen Disziplin
- Hinweis: Bei den Distanzrennen erfolgt die Einordnung gemäß FIS.

| Platzierung         | Distanzrennen a | Distanzrennen a | Distanzrennen a | Distanzrennen a | Distanzrennen a | Skiathlon Verfolgung | Sprint | Etappen- rennen b | Gesamt | Team c | Team c  |
| Platzierung         | ≤ 5 km          | ≤ 10 km         | ≤ 15 km         | ≤ 30 km         | > 30 km         | Skiathlon Verfolgung | Sprint | Etappen- rennen b | Gesamt | Sprint | Staffel |
| ------------------- | --------------- | --------------- | --------------- | --------------- | --------------- | -------------------- | ------ | ----------------- | ------ | ------ | ------- |
| 1. Platz            |                 |                 |                 |                 |                 |                      |        |                   |        |        | 2       |
| 2. Platz            |                 |                 |                 |                 |                 |                      |        |                   |        |        | 2       |
| 3. Platz            |                 |                 |                 |                 |                 |                      |        |                   |        |        | 1       |
| Top 10              |                 | 1               | 2               | 3               |                 |                      |        |                   | 6      | 2      | 9       |
| Punkteränge         |                 | 7               | 7               | 8               | 6               | 2                    | 1      |                   | 31     | 2      | 11      |
| Starts              |                 | 14              | 10              | 9               | 7               | 5                    | 1      |                   | 46     | 2      | 11      |
| Stand: Karriereende |                 |                 |                 |                 |                 |                      |        |                   |        |        |         |

### Weltcup-Gesamtplatzierungen
| Saison    | Gesamt | Gesamt | Mitteldistanz | Mitteldistanz | Langdistanz | Langdistanz | Sprint | Sprint |
| Saison    | Punkte | Platz  | Punkte        | Platz         | Punkte      | Platz       | Punkte | Platz  |
| --------- | ------ | ------ | ------------- | ------------- | ----------- | ----------- | ------ | ------ |
| 1992/93   | 17     | 65.    | -             | -             | -           | -           | -      | -      |
| 1993/94   | 83     | 31.    | -             | -             | -           | -           | -      | -      |
| 1994/95   | 158    | 19.    | -             | -             | -           | -           | -      | -      |
| 1995/96   | 37     | 44.    | -             | -             | -           | -           | -      | -      |
| 1996/97   | 53     | 41.    | -             | -             | 24          | 33.         | 29     | 40.    |
| 1997/98   | 26     | 51.    | -             | -             | 26          | 32.         | -      | -      |
| 1998/99   | 13     | 78.    | -             | -             | 13          | 48.         | -      | -      |
| 1999/2000 | 77     | 54.    | 31            | 47.           | 46          | 25.         | -      | -      |
| 2000/01   | 7      | 117.   | -             | -             | -           | -           | -      | -      |